# Raphaël Lecomte
Raphaël Lecomte, né le 22 mai 1988 à Guingamp en France, est un footballeur français. Il évolue au KMSK Deinze au poste de milieu offensif.

## Biographie
Né à Guingamp, il joue de 1997 à 2003 avec les équipes de jeunes de l'En Avant de Guingamp, puis joue durant deux saisons au Stade rennais. Il conclut sa formation avec trois saisons sous les couleurs de l'équipe réserve de l'AS Saint-Étienne, avec laquelle il évolue en CFA.
Avec l'équipe espagnole de Navalcarnero, il joue 14 matchs en  Segunda División B, marquant un but.
Avec le club du RCS Visé, il inscrit 11 buts en deuxième division belge lors de la saison 2011-2012, puis 10 buts dans ce même championnat lors de la saison 2012-2013.
Avec l'équipe du KVC Westerlo, il dispute 39 matchs en première division belge, marquant deux buts.
En avril 2016, il fait partie d'une liste de 58 joueurs sélectionnables en équipe de Bretagne, dévoilée par Raymond Domenech qui en est le nouveau sélectionneur.

## Palmarès
- Champion de Belgique de D2 en 2014 avec le KVC Westerlo